# جسامين
جِسّامين أو جيلسيميوم (الاسم العلمي: Gelsemium)، جنس نباتات مُزهرة من فصيلة الجسامينيات. أنواعه ثلاثة، نوعان (أصيلة) في أمريكا الشمالية، وواحد في الصين وجنوب شرق آسيا.